# Ernest Wenkert
Ernest Wenkert (geboren 16. Oktober 1925 in Wien; gestorben 20. Juni 2014) war ein US-amerikanischer Chemiker.

## Leben
Ernst Wenkert war ein Sohn des Kaufmanns Moses Wenkert und der Elcie Seidmann, seine Eltern stammten aus der Bukowina. Der Soziologe Robert Wenkert war ein jüngerer Bruder. Wenkert besuchte das Chajes-Gymnasium in Wien. Nach dem Anschluss Österreichs 1938 floh die Familie 1939 vor der deutschen Judenverfolgung nach Lettland und gelangte 1940 über Japan in die USA. 1945 erhielt Wenkert den Bachelor und 1947 den Master in Chemie an der Washington University. 1951 machte er seinen Ph.D. bei R. B. Woodward an der Harvard University. Bis 1961 war er Chemieprofessor an der Iowa State University, danach bis 1974 an der Indiana University und bis 1980 an der Rice University, wo Tomáš Hudlický zu seinen Schülern gehörte. Bis zu seiner Emeritierung 1994 war er an der University of California, San Diego tätig.
Ernest Wenkert war auf dem Gebiet der Naturstoffsynthese, insbesondere von Terpenen und Alkaloiden, tätig. Er nutzte als einer der ersten Cyclopropane in der Naturstoffsynthese und entwickelte die 13C-NMR-Spektroskopie zur Strukturaufklärung weiter.
Wenkert war seit 1948 mit der Schauspielerin Ann Davis verheiratet, sie hatten vier Kinder.